# Ex gratia
Ex gratia (/ˌɛks ˈɡreɪʃ(i)ə/ ;  também expressado como ex-gratia) é a expressão em latim em tradução livre "da graça" ou "por favor", em sua utilização mais frequentemente usado em um contexto legal nos tribunais dos Estados Unidos. No Brasil, o jargão utilizado é accipiens. Quando algo foi feito ex gratia, foi feito voluntariamente, por gentileza ou graça. Na lei, um pagamento ex gratia é um pagamento feito sem que o doador reconheça qualquer responsabilidade ou obrigação legal.

## Exemplos
Os pagamentos de indenização são geralmente feitos ex gratia se um governo ou organização estiver preparado para indenizar as vítimas de um evento como um acidente ou similar, mas não admitir a responsabilidade pelo pagamento da indenização ou pela causa do evento.
- Uma empresa que está realizando demissões pode fazer um pagamento ex gratia aos funcionários afetados que seja maior do que o pagamento legal exigido por lei, se esses funcionários tivessem um longo relacionamento de serviço e bom desempenho na empresa.
- Uma seguradora pode fazer um pagamento ex gratia aos clientes se um sinistro não atender aos termos e condições, mas a empresa optar por fazer um pagamento voluntário por gentileza ou compaixão, sem reconhecer qualquer obrigação de fazer tal pagamento.[carece de fontes?]
- Quando o USS Vincennes disparou contra o vôo 655 da Iran Air em 1988, matando cerca de 290 pessoas, o presidente dos Estados Unidos decidiu que os Estados Unidos ofereceriam indenização, ex gratia, às famílias das vítimas.
- Em um contexto mais comum, o documento do Conselho do Condado de Suffolk "Pagamentos Ex-Gratia por Perda ou Danos a Bens Pessoais"  mostra como uma autoridade educacional compensa as vítimas pelos danos, mas sem aceitar a responsabilidade de fazê-lo.
- Após o incidente do tiroteio de Black Hawk em 1994, em 26 de agosto de 1994, o Departamento de Defesa dos Estados Unidos anunciou que pagaria $ 100.000 em compensação às famílias de cada um dos funcionários não americanos mortos no incidente.
- Deshmukh anunciou pagamentos ex-gratia de 100.000 rupias (cerca de US $ 2.000) aos parentes dos que morreram nos atentados a bomba em 11 de julho de 2006 em Mumbai. Os feridos receberam $ 50.000 (cerca de US $ 1.000) cada.
- A Malaysia Airlines ofereceu um pagamento de condolências ex gratia de US $ 50.000 às famílias de cada passageiro a bordo do voo MH370, desaparecido (supostamente acidentado), mas os afetados consideraram as condições inaceitáveis e pediram que a companhia aérea revisasse o pagamento.
- Em 2016, o governo da Nova Zelândia concedeu a David Bain um pagamento ex gratia de NZ $ 925.000. Embora Bain tenha sido absolvido do assassinato de sua família em um novo julgamento realizado em 2009, a defesa não conseguiu provar sua inocência.[2]